# Ложные друзья переводчика
Ло́жные друзья́ перево́дчика (калька фр. faux amis), или межъязыковы́е омо́нимы (межъязыковы́е паро́нимы) — пара слов в двух языках, похожих по написанию или произношению, часто с общим происхождением, но различающихся в значении. Например, словацкое слово mesto созвучно русскому слову место, хотя его перевод на русский язык — город.
Ложные друзья переводчика могут приводить к неправильному пониманию и переводу текста. Часть из них образовалась из-за того, что после заимствования значение слова в одном из языков изменилось, в других случаях заимствования вообще не было, а слова происходят из общего корня в каком-то древнем языке, но имеют разные значения; иногда созвучие чисто случайно. Термин «ложные друзья» был введен М. Кёсслером и Ж. Дероккиньи в 1928 году в книге «Les faux amis ou Les pièges du vocabulaire anglais».
Частным случаем ложных друзей переводчика являются псевдоинтернационали́змы — межъязыковые омонимы, ассоциирующиеся (по своей графической и/или фонетической форме) со словами интернациональной лексики и вызывающие разного рода трудности при переводе: полное или высказывания, нарушение лексической сочетаемости или стилистического согласования слов в высказывании.
Ещё одним частным случаем ложных друзей переводчика являются лексические единицы (слова и словосочетания), совпадающие в разных языках по своей внутренней форме, но имеющие совершенно разные значения: англ. high time — «пора» (It’s high time to do something — «Пора делать что-либо») и
нем. Hochzeit — «свадьба».
В противоположность ложным друзьям переводчика существуют также слова, которые в двух данных языках имеют одинаковое значение и сходное звучание. В случае родственного происхождения подобные «настоящие друзья переводчика» называются лексическими когнатами.

## Причины появления

### Переосмысления в процессе исторического развития (независимое развитие языков)
Значение одного и того же слова из праязыка в языках-потомках может развиваться в различных направлениях, что в итоге приводит к расхождениям в его лексическом значении в различных близкородственных языках.
Например, слово gift, которое по-английски означает подарок, дар (в том числе в значении «талант», «одарённость»), а по-немецки — яд, отрава. Соответственно gifted на английском это одарённый, а по-немецки giftig означает ядовитый. Первичное значение этого общегерманского слова — «что-либо данное».
В процессе исторического развития лексическое значение того или иного слова может либо расширяться, либо сужаться. Иногда денотативное значение слова может оставаться прежним, однако может меняться его коннотативное значение: пол. żyd является стилистически нейтральным словом, в то время как рус. жид является оскорбительно-пренебрежительным дисфемизмом.
На праславянском языке слово vonjati (> рус. вонять) означало «пахнуть». В русском его смысл сдвинулся до «плохо пахнуть», в то время как в западнославянских языках (например, чеш. voňavka — духи) не несёт отрицательного смысла. Исходное значение в русском языке осталось в словах обонять (об- + вонять), обоняние, а также в старославянизме «благовоние» (приятный запах), преимущественно используемом для описания запаха в церкви и других местах преклонения.
Также укр. вродливий (произносится вродлы́вый) означает красивый, пол. uroda — красота, а созвучное ему русское уродливый имеет противоположное значение.
Чешское и словацкое čerstvý переводится на русский язык не как чёрствый, а, наоборот — свежий.
Ещё один пример из родственных языков: слово пол. zapomnieć означает забыть, то есть противоположно значению созвучного русского слова, а его антоним zapamiętać — запомнить, в свою очередь, является антонимом русского выражения запамятовать.
Иногда в одном из языков то или иное слово становится архаизмом, а в другом оно продолжает активно употребляться: рус. лекарь — бел. лекар, укр. лікар.

### Изменение значения слова при заимствовании

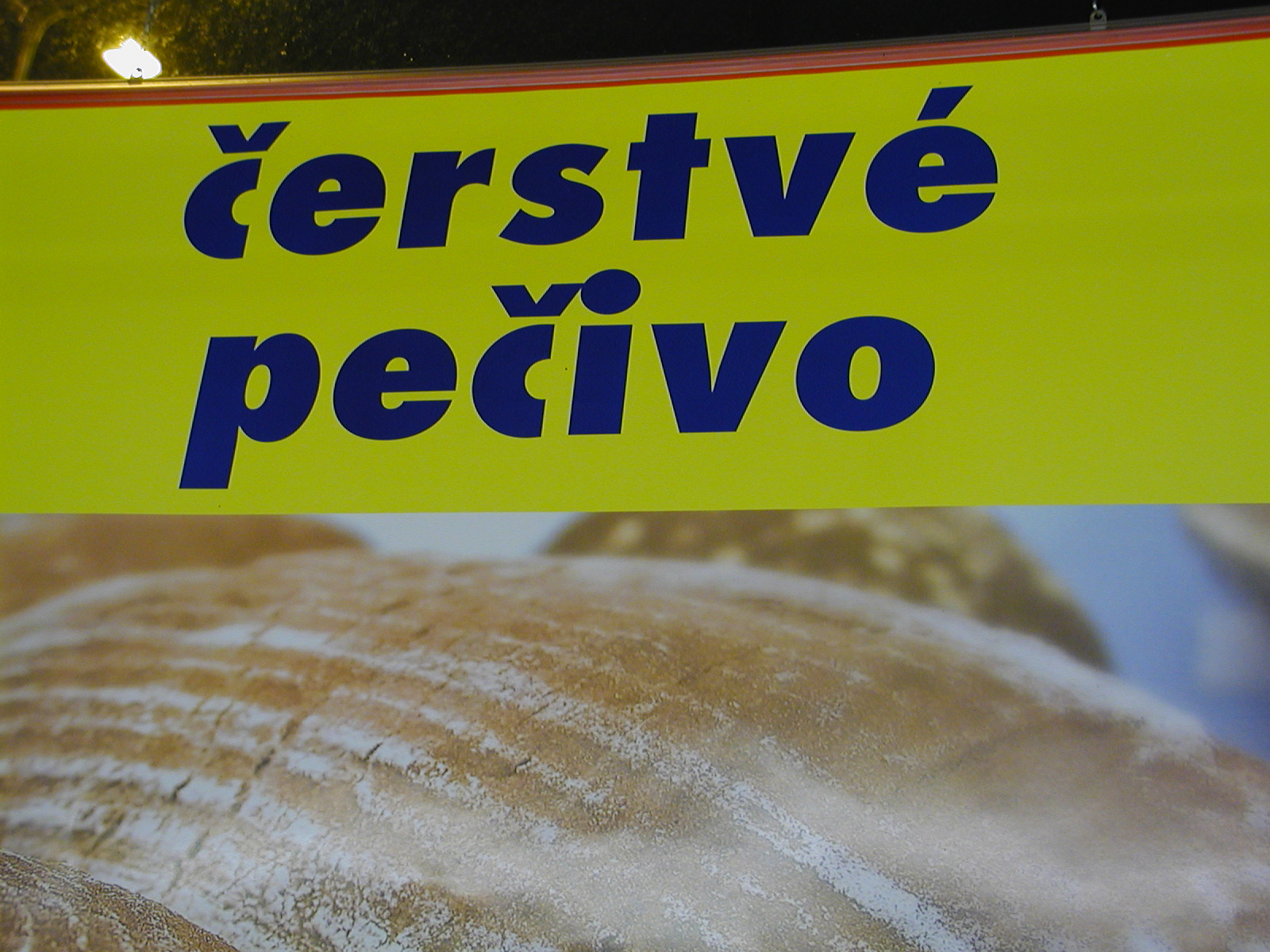
«Черстве печиво» — буквально «свежая выпечка» в Чехии и Словакии

Слова обычно заимствуются для того, чтобы дать название некоторому новому понятию. Нередко это новое понятие возникает из неосновного значения заимствуемого термина.
Английское old-timer (старик, ветеран) было заимствовано многими языками в суженном значении — старинный автомобиль. Слово «док» (dock) было заимствовано для того, чтобы назвать помещение для ремонта кораблей (англ. dry dock — «сухой док»), хотя в английском языке это слово означает пристань.
Изредка случается, что заимствованное слово обретает в новом языке собственную жизнь. Тюркское балык — рыба, в заимствованиях приобрело более узкое значение «солёная провяленная рыба», а по-русски так называют и мясо, приготовленное подобным образом. Очень много подобных слов в японском языке: они пришли из английского языка и во многих случаях поменяли своё значение. Например, слово rough (ラフ) (по-английски означает «грубый», «жёсткий») в современном японском означает «повседневный» стиль одежды, service (サービス) — «скидку», словосочетание salary man (первоначально «наёмник», затем «наёмный работник»), по-японски произносимое как сарариман (サラリーマン) — «работника компании», «офисного работника». Такие японские слова обычно называют Васэй-эйго.

#### Параллельное заимствование
Языки А и Б могут заимствовать слова из языка В в разных значениях. В русско-английских «ложных друзьях» общий предок чаще всего — латынь. Например, русское слово лунатик (через немецкий) употребляется преимущественно в значении «сомнамбула», тогда как в английском lunatic (через старофранцузский) обычно означает «безумец». Оба заимствования восходят к латинскому lunaticus в смысле «одержимый луной», и связаны с древними представлениями о влиянии луны на психику человека.
Поскольку слова в разговорном языке, как правило, являются полисемантическими, то и заимствования не являются в этом отношении исключением. Попав в другой язык в каком-либо одном значении, заимствованные слова со временем приобретают всё новые и новые значения, которые уже не являются интернациональными. Яркий пример тому — слово бланк, восходящее к фр. blanc («белый» или белый чистый лист), которое в русском языке стало обозначать «формуляр для заполнения», в английском — «пробел», «пустой», а в немецком — «начищенный», «выбритый», «голый».
В некоторых европейских языках слово préservatif, preservativo и т. д. означает «барьерный метод мужской контрацепции» (в этом значении слово вошло и в русский), но в английском и испанском preservative — «консервант» (при этом в русском языке присутствует слово пресервы или презервы).

### Случайные совпадения
Такие совпадения возможны как в родственных, так и в неродственных языках: венг. lány («девушка», а не «лань»), итал. cravatta, нем. Krawatte и укр. краватка («галстук», а не «кровать»), фин. pivo («горсть» или «ладонь», а не «пиво»), яп. 山 (произн. yama) («гора», а не «яма») и т. д.
Иногда в близкородственных языках случайные совпадения происходят вследствие позиционных фонетических изменений: укр. кішка («кошка») уподобилось рус. кишка по причине изменения в украинском языке гласного [о] (вызванного удлинением и дальнейшем изменением [о] перед слогом, в котором исчезал сверхкраткий ъ или ь). Точно также укр. кіт («кот»), а не рус. кит. По-португальски «coelho» — кролик («conejo» на испанском), а по-испански «cuello» — шея (по-португальски с сохранением корня, «colo»).
По-английски англ. mist — туман, а по-немецки нем. Mist — навоз. Это различие в значении привело к конфузу при экспорте в Германию дезодоранта Mist Stick, а также Роллс-Ройса Silver Mist.

## Типы омонимов

### Первый тип
Омонимы с абсолютно разным набором лексических значений. Их можно спутать лишь по причине созвучия (типичные омонимы), например болг. булка («невеста») и рус. булка, нем. Angel («удочка») и рус. ангел.

### Второй тип
Омонимы, некоторые лексические значения которых совпадают полностью либо частично за счёт наличия общих признаков, позволяющих отнести эти слова с данными значениями к одной сфере употребления.
Именно последний случай связан с наибольшим количеством ошибок при переводе. Например, англ. aggressive имеет не только значение «агрессивный», но и «настойчивый, энергичный». Совпадение первого лексического значения слова aggressive с лексическим значением рус. агрессивный может привести к тому, что, например, при переводе словосочетания англ. aggressive salesman второе значение английского слова (которого нет у русского) проигнорируется, и словосочетание будет переведено как «агрессивный продавец» вместо корректного «настойчивый продавец». С определённой поправкой, впрочем, такую ошибку в переводе можно отнести к издержкам буквализма.
Другой пример: слово англ. electric означает «электрический» и совпадает по звучанию с рус. электрик. Оба значения имеют непосредственное отношение к электричеству, и знание этого факта при одновременном незнании правил словообразования может явиться причиной смешения смыслов во время перевода.

## Ложные друзья переводчика в других сферах языка
Помимо лексики, данное явление возможно и в других сферах языка — главным образом, в системах письма и в грамматике.

### Ложные друзья переводчика в письменности
Ложные друзья переводчика в системах письма могут послужить причиной неправильного произношения либо неправильного транскрибирования иноязычных собственных имён и варваризмов, неправильного заучивания правил чтения на других языках и прочих орфоэпических ошибок.
В разных языках либо в разных системах письма одна и та же буква либо одно и то же буквосочетание может читаться по-разному. Так, например, буква Ë, которая в русском языке обозначает огубленный гласный среднего ряда [ɵ], в албанском языке — нейтральный гласный [ə] («шва»), в то время как в латинском, французском, нидерландском и некоторых других языках тот же самый диакритический знак обозначает то, что данная буква читается сама по себе, а не является составной частью диграфа AE, IE либо OE. Украинская буква Г читается как звонкий фарингальный щелевой согласный, а взрывное [ɡ] в украинском языке обозначается буквой Ґ. Буква Ъ в болгарском языке читается как гласный звук неогублённое о, а буква Щ — как сочетание согласных ШТ. Польский диграф SZ произносится [ш], а одна буква S — как [с], а в венгерском языке наоборот, диграф sz читается [c], а буква s — [ш].
По-разному в разных языках читается и диграф CH: в испанском и галисийском — как Ч, во французском, португальском и бретонском — как Ш, в немецком, нидерландском, литовском, польском, чешском, словацком, валлийском, ирландском и гэльском — как Х, а в итальянском, каталанском, румынском — как К; в английском языке он читается как Ч в исконных английских словах, а также заимствованиях из испанского, как К — в большинстве заимствований, в первую очередь из греческого, латинского и немецкого, и как Ш — во французских заимствованиях.

### Ложные друзья переводчика в грамматике
Одна и та же грамматическая форма в разных языках может иметь совершенно разные функции.
Так, например, перфект в английском языке (I have done it) обозначает действие, совершившееся в прошлом и имеющее непосредственное влияние на момент речи, то есть неразрывно с ним связанное (в отличие от простого прошедшего времени (I did it), которое обозначает действие, полностью относящееся к прошлому и не имеющее никакой связи с моментом речи). В то время, как немецкий перфект (Ich habe das gemacht) обозначает разговорную форму прошедшего времени (в отличие от книжного имперфекта — Ich machte das, — обозначающего прошедшее повествовательное время). С другой стороны, в английском языке такой же порядок слов, как и в немецком перфекте, обозначает косвенное пассивное действие: предложение англ. I have this article translated обозначает «Мне перевели эту статью» — в отличие от I have translated this article, то есть «Я (сам) перевёл эту статью». Поэтому на немецкий язык данное предложение должно переводиться как Ich habe diesen Artikel übersetzen lassen, а не Ich habe diesen Artikel übersetzt. Отрицательная форма английского модального глагола must (You must not do it) обозначает запрет, а не отсутствие необходимости (You need not do it), в то время как отрицательная форма немецкого глагола müssen (Sie müssen das nicht tun) обозначает, как раз, именно отсутствие необходимости, а не запрет (Sie dürfen das nicht tun / Sie sollen das nicht tun).
Румынский постфикс -ul обозначает определённый артикль мужского рода единственного числа: рум. omul — «человек» в определённом состоянии. Та же самая морфема в венгерском языке — это один из суффиксов для образования наречий: венг. magyar — «венгерский», magyarul — «по-венгерски».
Служебное слово la в западно-романских языках, кроме португальского, обозначает определённый артикль женского рода единственного числа. С другой стороны, в балкано-романских языках это — предлог, обозначающий направление («куда?»). Поэтому итал. la casa обозначает «дом» в определённом состоянии, а рум. la casa — «в дом», «к дому».
С другой стороны, служебное слово «а» в португальском — не только предлог, обозначающий направление, но и определённый артикль женского рода единственного числа, в то время как в других западно-романских языках — только предлог.